# 阿普加 (蒙大拿州)
阿普加（英語：Apgar）是位於美國蒙大拿州弗拉特黑德縣的非建制地區。

## 歷史
阿普加的郵局於1913年設立，1930年關閉後又於1942年重啟，最終於1944年停運。

## 地理
阿普加所處的海拔為高於海平面965米（即3166英呎），而該地所採用的時區為UTC-6，即北美山地時區（MST）。同時該地設有夏令時間，為UTC-7調快一小時，即UTC-6（MDT）。